# Höfner Volksblatt
Das Höfner Volksblatt ist eine Tageszeitung (Regionalzeitung) im Bezirk Höfe. Ihre Auflage beträgt für Montag, Dienstag und Donnerstag 3.953 verkaufte und 4.143 verbreitete Exemplare. Mittwochs wird eine Grossauflage mit 13.025 Exemplaren verteilt. Am Freitag sind es 6.117 verbreitete Exemplare. Chefredaktor ist Martin Risch, Anouk Arbenz ist seine Stellvertreterin. Die Redaktionsleitung haben Hans-Ruedi Rüegsegger und Andreas Knobel inne. Das Höfner Volksblatt hat seinen Redaktionssitz in Lachen am Zürichsee. Die Druckerei befindet sich in Wollerau.
Das Höfner Volksblatt gehört zum Zeitungsverbund der Südostschweiz. Er arbeitet sehr eng mit dem March-Anzeiger zusammen.